# بيلي فيرنر
بيلي فيرنر (بالإنجليزية: Billy Werner)‏ هو كاتب أغاني أمريكي، ولد في 1977.

## وصلات خارجية
- الموقع الرسمي